# Khu du lịch quốc gia

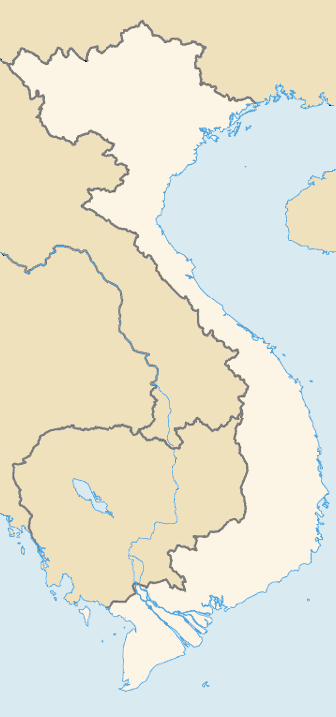
Một số địa bàn du lịch trọng điểm

Khu du lịch quốc gia ở Việt Nam là danh hiệu do Thủ tướng Chính phủ hoặc Bộ trưởng Bộ Văn hóa Thể thao và Du lịch quyết định công nhận cho một khu du lịch đáp ứng đủ điều kiện tiêu chuẩn tương ứng. Tính đến năm 2022, Việt Nam có 49 khu du lịch được đề cử trong danh sách quy hoạch là khu du lịch quốc gia, trong đó có 7 khu du lịch quốc gia được chính thức công nhận. Tất cả các khu du lịch này đều được đầu tư phát triển để làm động lực thúc đẩy sự phát triển của du lịch Việt Nam.

## Quy định khu du lịch quốc gia
Theo quy định của Luật du lịch 2017, Thủ tướng Chính phủ quyết định công nhận khu du lịch quốc gia thuộc địa bàn từ 2 tỉnh trở lên, Bộ trưởng Bộ Văn hóa Thể thao và Du lịch công nhân khu du lịch quôc gia trong địa bàn 1 tỉnh khi một khu du lịch có đủ các điều kiện sau đây thuộc Điều 13 " Điều kiện công nhận khu du lịch quốc gia", Nghị định 168/2017 về Quy định chi tiết một số điều của Luật Du lịch
1. Có ít nhất 02 tài nguyên du lịch, trong đó có tài nguyên du lịch cấp quốc gia; có ranh giới xác định trên bản đồ địa hình do cơ quan có thẩm quyền xác nhận. Tỷ lệ bản đồ phụ thuộc vào yêu cầu quản lý và địa hình khu vực.
2. Có trong danh mục các khu vực tiềm năng phát triển khu du lịch quốc gia được Thủ tướng Chính phủ phê duyệt.
3. Có kết cấu hạ tầng, cơ sở vật chất kỹ thuật, dịch vụ chất lượng cao, đồng bộ, đáp ứng nhu cầu lưu trú, ăn uống và các nhu cầu khác của khách du lịch, bao gồm:
a) Có cơ sở kinh doanh dịch vụ ăn uống, mua sắm, thể thao, vui chơi, giải trí, chăm sóc sức khỏe đạt tiêu chuẩn phục vụ khách du lịch, đáp ứng tối thiểu 500.000 lượt khách mỗi năm; hệ thống cơ sở lưu trú du lịch đáp ứng tối thiểu 300.000 lượt khách lưu trú mỗi năm, trong đó có cơ sở lưu trú du lịch được công nhận hạng từ 4 sao trở lên;
b) Các điều kiện quy định tại các điểm a, c, và d khoản 2 Điều 12 Nghị định này.
4. Có kết nối với hệ thống hạ tầng giao thông, viễn thông quốc gia.
5. Đáp ứng điều kiện về an ninh, trật tự, an toàn xã hội, bảo vệ môi trường, bao gồm:
a) Có hệ thống thu gom và xử lý rác thải, nước thải tập trung theo quy định của pháp luật về bảo vệ môi trường; bố trí nhân lực làm vệ sinh môi trường;
b) Các điều kiện quy định tại các điểm a, b, c, d và e khoản 4 Điều 12 Nghị định này.

## Các khu du lịch quốc gia đã được công nhận
1. Hồ Tuyền Lâm (Lâm Đồng)[1]
2. Sa Pa (Lào Cai)[2]
3. Núi Sam (An Giang)[3]
4. Trà Cổ (Quảng Ninh)[4]
5. Mũi Né (Bình Thuận)[5]
6. Đền Hùng (Phú Thọ)[6]
7. Tam Đảo (Vĩnh Phúc)[7]

## Các khu du lịch trọng điểm quốc gia Việt Nam

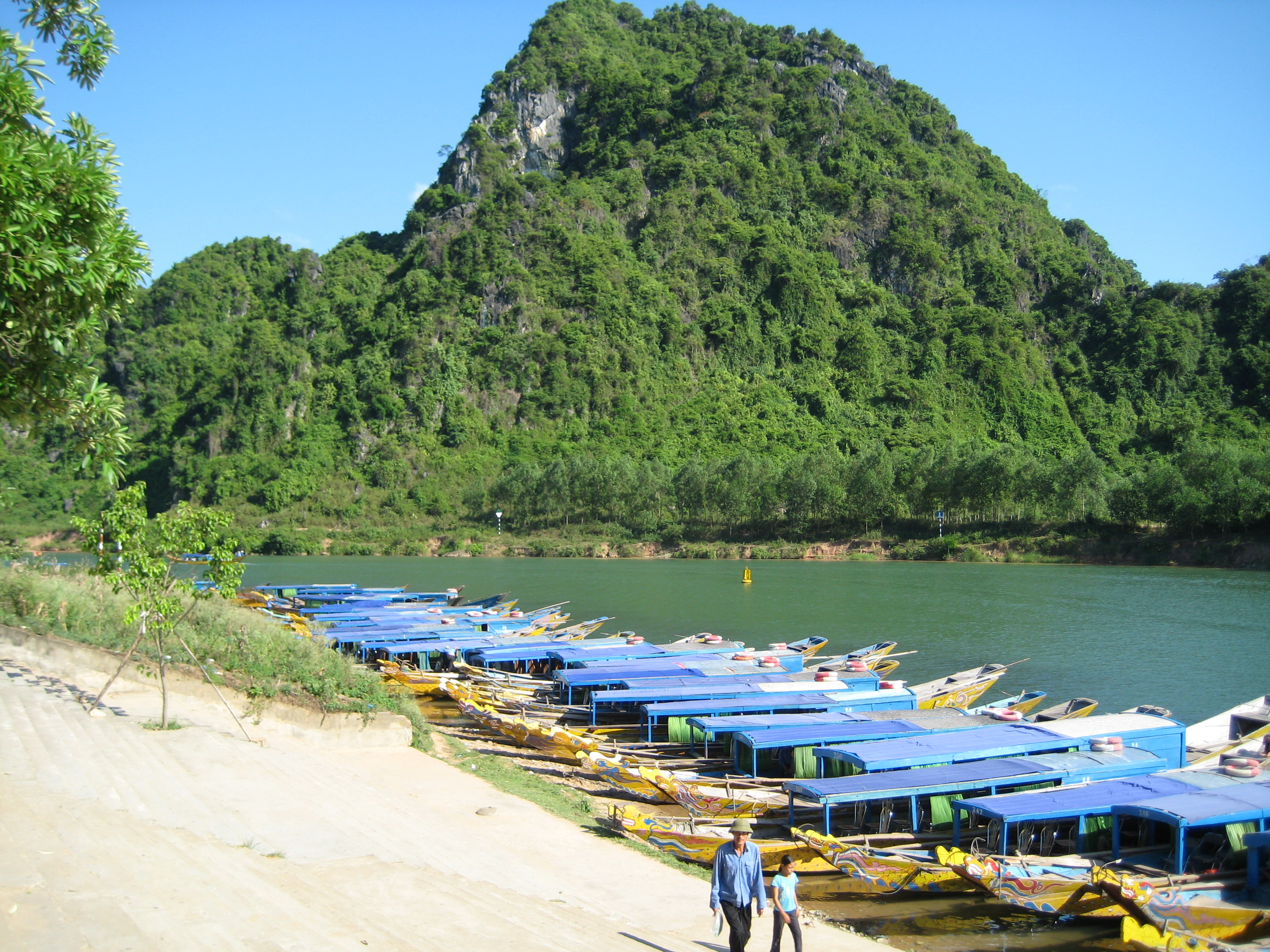
Hạ tầng khu du lịch vườn quốc gia Phong Nha-Kẻ Bàng (Quảng Bình)

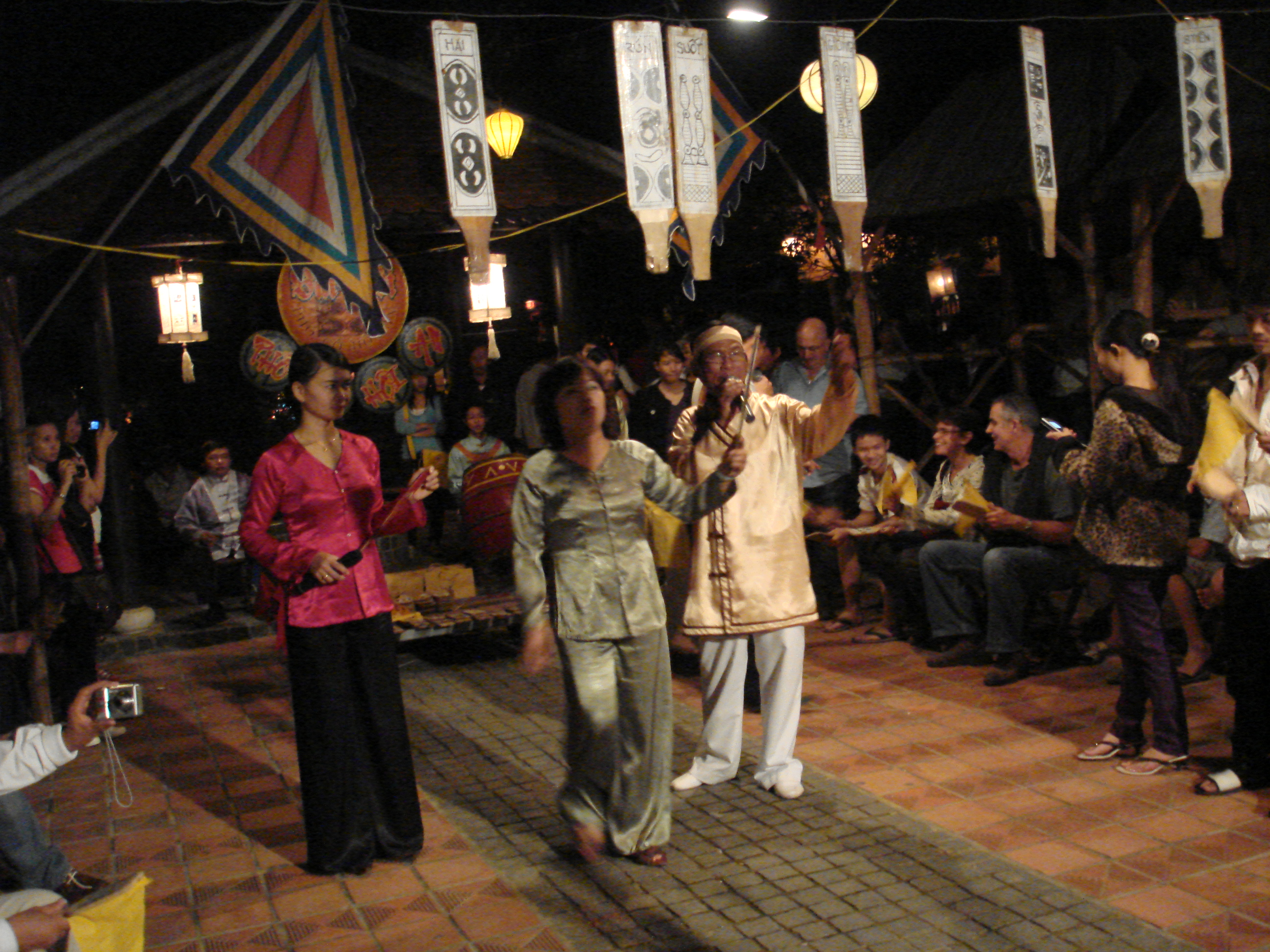
Hát bài chòi phục vụ du lịch ở Hội An

Từ năm 2010, Việt Nam đã có 21 khu du lịch trọng điểm quốc gia, đó là
1. Khu du lịch nghỉ dưỡng Sa Pa (Lào Cai)
2. Khu du lịch sinh thái hồ Ba Bể (Bắc Kạn)
3. Khu du lịch vịnh Hạ Long - quần đảo Cát Bà (Quảng Ninh, Hải Phòng)
4. Khu du lịch quốc gia suối Hai Ba Vì (Hà Nội).
5. Khu du lịch văn hóa Hương Sơn (Hà Nội)
6. Khu du lịch văn hóa Cổ Loa - thành cổ Hà Nội
7. Khu du lịch Tam Cốc - Bích Động (Ninh Bình)
8. Khu di tích lịch sử Kim Liên (Nghệ An)
9. Khu du lịch Phong Nha - Kẻ Bàng (Quảng Bình)
10. Khu du lịch đường mòn Hồ Chí Minh (Quảng Trị)
11. Khu du lịch Lăng Cô - Hải Vân - Non Nước (Thừa Thiên Huế và Đà Nẵng)
12. Khu du lịch phố cổ Hội An (Quảng Nam)
13. Khu du lịch mũi Đại Lãnh - vịnh Vân Phong (Phú Yên và Khánh Hòa)
14. Khu du lịch biển Phan Thiết - Mũi Né (Bình Thuận)
15. Khu du lịch Đankia - Suối Vàng (Lâm Đồng)
16. Khu du lịch hồ Tuyền Lâm (Lâm Đồng)
17. Khu dự trữ sinh quyển Cần Giờ (Thành phố Hồ Chí Minh)
18. Khu du lịch sinh thái - lịch sử Côn Đảo (Bà Rịa – Vũng Tàu)
19. Khu du lịch biển Long Hải (Bà Rịa – Vũng Tàu)
20. Khu du lịch sinh thái biển đảo Phú Quốc (Kiên Giang)
21. Khu dự trữ sinh quyển Mũi Cà Mau (Cà Mau)

## Các khu du lịch được quy hoạch
Quy hoạch du lịch hiện nay đang định hướng phát triển 49 khu du lịch quốc gia, là những trọng điểm để đầu tư thúc đẩy phát triển du lịch. Các khu du lịch đó là: 
1. Khu du lịch Cao nguyên đá Đồng Văn,
2. Khu du lịch Thác Bản Giốc,
3. Khu du lịch Mẫu Sơn,
4. Khu du lịch Ba Bể,
5. Khu du lịch Tân Trào,
6. Khu du lịch Núi Cốc,
7. Khu du lịch Sa Pa,
8. Khu du lịch Thác Bà,
9. Khu du lịch Đền Hùng,
10. Khu du lịch Điện Biên Phủ-Pá Khoang,
11. Khu du lịch hồ Hòa Bình,
12. Khu du lịch Hạ Long-Cát Bà,
13. Khu du lịch Vân Đồn,
14. Khu du lịch Trà Cổ,
15. Khu du lịch Côn Sơn-Kiếp Bạc,
16. Khu du lịch Ba Vì-Suối Hai,
17. Khu du lịch Làng Văn hóa-Du lịch các dân tộc Việt Nam,
18. Khu du lịch Tam Đảo,
19. Khu du lịch Tràng An,
20. Khu du lịch Tam Chúc,
21. Khu du lịch Kim Liên,
22. Khu du lịch Thiên Cầm,
23. Khu du lịch Bà Nà,
24. Khu du lịch Phong Nha-Kẻ Bàng,
25. Khu du lịch Lăng Cô-Cảnh Dương,
26. Khu du lịch Bà Nà,
27. Khu du lịch Cù Lao Chàm,
28. Khu du lịch Mỹ Khê,
29. Khu du lịch Phương Mai,
30. Khu du lịch Vịnh Xuân Đài,
31. Khu du lịch Bắc Cam Ranh,
32. Khu du lịch Ninh Chữ,
33. Khu du lịch Mũi Né,
34. Khu du lịch Măng Đen,
35. Khu du lịch Tuyền Lâm,
36. Khu du lịch Đankia – Suối Vàng,
37. Khu du lịch Yokđôn,
38. Khu du lịch Núi Bà Đen,
39. Khu du lịch Cần Giờ,
40. Khu du lịch Long Hải-Phước Hải,
41. Khu du lịch Côn Đảo,
42. Khu du lịch Thới Sơn,
43. Khu du lịch Núi Sam,
44. Khu du lịch Phú Quốc,
45. Khu du lịch Năm Căn,
46. Khu du lịch Xứ sở hạnh phúc.
47. Khu du lịch Xuân Sơn
48. Khu du lịch Tràm Chim, Láng Sen

## Các khu du lịch đang đề cử

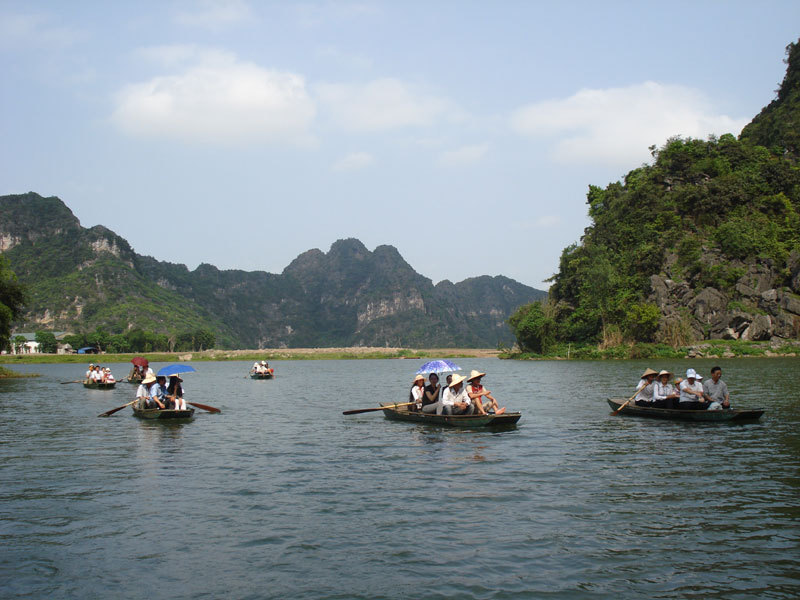
Khu du lịch Tràng An ở Ninh Bình

1. Khu du lịch bãi biển Thiên Cầm[9] (Hà Tĩnh)
2. Khu du lịch Măng Đen (Kon Tum)
3. Khu du lịch Tràng An[10] (Ninh Bình)
4. Khu du lịch Mộc Châu (Sơn La)
5. Khu di tích chiến thắng Điện Biên Phủ - Pá Khoang – Mường Phăng[11] (Điện Biên)
6. Khu du lịch hồ Núi Cốc[12] (Thái Nguyên)
7. Khu du lịch hồ Hòa Bình[13] (Hòa Bình)
8. Khu du lịch vịnh Nha Trang[14] (Khánh Hòa)
9. Khu du lịch Bắc bán đảo Cam Ranh[14] (Khánh Hòa)